# Торф'яний (Уфимський район)
Торф'я́ний (рос. Торфяной, башк. Торфяной) — присілок (у минулому селище) у складі Уфимського району Башкортостану, Росія. Входить до складу Часниковської сільської ради.
Населення — 196 осіб (2010; 170 в 2002).
Національний склад:
- росіяни — 64 %